# Montenegro e o euro

Participantes da Zona do Euro: Montenegro e o Kosovo, que também utiliza a moeda unilateralmente, estão em roxo.

Montenegro não possui moeda própria. Antes da introdução do Euro no ano de 2002, o Marco alemão era a moeda utilizada em todas as transações e nas operações bancárias desde 1996; foi formalmente adotada como moeda do país em novembro de 1999. O marco foi substituído pelo euro em 2002, sem nenhuma objeção do Banco Central Europeu.
A Comissão Europeia e o BCE, tem expressado seu descontentamento com o uso unilateral do euro por Montenegro, em várias ocasiões Amélia Torres, porta-voz da Comissão Europeia, disse "As condições para a adoção do euro são claras. Isto significa, em primeiro lugar e acima de tudo, para ser um membro da UE". A declaração anexa no Acordo de Estabilização e Associação com a UE ler-se: ".. introdução unilateral do euro não é compatível com o Tratado".
A UE insiste na estrita adesão aos critérios de convergência (tais como gastos de pelo menos 2 anos no sistema) que não são negociáveis antes da adoção do euro, mas não intervieram para impedir a utilização unilateral do euro por Montenegro.  A UE tem levantado preocupações pela dívida do estado de Montenegro, que havia subido para 57 por cento do PIB em 2011.
Funcionários do Banco Central de Montenegro têm indicado em várias ocasiões que as instituições europeias não esperam que eles sigam estritamente as regras do Tratado, especialmente por causa do seu processo de adesão à UE. Nikola Fabris, economista-chefe do Banco Central do Montenegro, disse que a situação era diferente quando eles adotaram o euro, e que outros estados estavam considerando unilateralmente adotam o euro, como a Croácia, Bósnia e Herzegovina. Eles teriam de enfrentar sanções da UE e ter o seu processo de adesão suspenso se seguirem com isto.
Em 17 de dezembro de 2010 foi concedido ao Montenegro o estatuto de candidato à adesão à União Europeia. A questão deverá ser resolvida através do processo de negociações. O BCE afirmou que as implicações da adoção do euro unilateral "seriam definidas, o mais tardar, em caso de eventuais negociações de adesão à UE."Diplomatas têm sugerido que é improvável Montenegro será forçado a retirar a circulação do euro no seu país. Radoje Žugić, Ministro das Finanças do Montenegro, afirmou que "seria economicamente irracional  retornar à nossa própria moeda e em seguida, voltar novamente para o euro." Em vez disso, ele espera que  Montenegro tenha permissão para manter o euro e prometeu "o governo de Montenegro adotará alguns elementos que devem preencher as condições para uma maior utilização da euro, tais como a adoção de regras fiscais". 